# Buddy Melges
Harry Clemens "Buddy" Melges Jr. (Elkhorn, 26 de janeiro de 1930 — 18 de maio de 2023) é um velejador estadunidense, campeão olímpico. Ele competiu nos Jogos Olímpicos de Verão de 1972 na classe Soling e conquistou a medalha de ouro, ao lado de William Bentsen e William Allen. Oito anos atrás, nos Jogos Olímpicos de Verão de 1964, conseguiu o bronze na classe Flying Dutchman com Bentsen.
Além disso, foi bicampeão mundial Star (1978 e 1979), tricampeão mundial de 5.5 Metre (1967, 1973 e 1983), um cinco vezes campeão nacional E-Scow (1965, 1969, 1978, 1979 e 1983), sete vezes campeão mundial de barcos de gelo Skeeter (1955, 1957, 1970, 1972, 1974, 1980 e 1981) e três vezes Iatista do Ano (1961, 1972 e 1978). Ele ajudou Bill Koch a conduzir seu America III para uma defesa bem-sucedida da Copa América em 1992. Melges foi introduzido no Hall da Fama da America's Cup em 2001, e no Hall da Fama da Inland Lake Yachting Association em 2002. Ele foi introduzido no National Sailing Hall of Fame em 2011.